# Axel Atum
Axel Atum (Gualeguaychú, Entre Ríos, 2 de enero de 2006) es un futbolista argentino. Juega de mediocampista en Racing de Montevideo de la Primera División de Uruguay.

## Trayectoria
Jugó en Central Entrerriano antes de incorporarse a Estudiantes de La Plata con 11 años. Entrenó con la selección argentina de fútbol sub-17 a las órdenes de Pablo Aimar.
En enero de 2023, con diecisiete años recién cumplidos, Atum debutó en la reserva del Club Estudiantes de La Plata.
En abril de 2023 recibió su primera convocatoria a la plantilla del primer equipo de Estudiantes de La Plata bajo la dirección técnica de Eduardo Domínguez y se le asignó el número 40.
El 8 de mayo de 2023 debutó con el primer equipo de la Primera División de Argentina ingresando desde el banco de suplentes en el triunfo 2-0 sobre Vélez Sarsfield. Además, le dio una asistencia a Gastón Benedetti para que anotara el segundo gol. 
El 13 de diciembre de 2023 integró el plantel profesional de Estudiantes de La Plata que fue campeón de la Copa Argentina 2023. El 5 de mayo de 2024 formó parte del banco de suplentes del Estudiantes que obtuvo la Copa de la Liga Profesional 2024.
En diciembre de 2024 trasciende el interés de varios clubes sudamericanos por contar con sus servicios.
A fines de diciembre de 2024 es cedido a préstamo con opción de compra a Racing de Montevideo para la temporada 2025. 

## Selección nacional
En agosto de 2023, fue convocado nuevamente al seleccionado Sub-17 para disputar el Mundial de la categoría en Indonesia, junto a Valente Pierani, también de las inferiores de Estudiantes.  

## Clubes
| Club                    | País      | Año           |
| ----------------------- | --------- | ------------- |
| Estudiantes de La Plata | Argentina | 2023-2024     |
| Racing de Montevideo    | Uruguay   | 2025-presente |

## Estadísticas
Actualizado al último partido disputado el 22 de marzo de 2025.
| Estudiantes de La Plata Argentina | 1.ª                 | 2023                | 2 | 0 | 8  | 0 | 0 | 0 | 10 | 0 |
| Estudiantes de La Plata Argentina | 1.ª                 | 2024                | 2 | 0 | 2  | 0 | 0 | 0 | 4  | 0 |
| Estudiantes de La Plata Argentina | Total club          | Total club          | 4 | 0 | 10 | 0 | 0 | 0 | 14 | 0 |
| Racing Club de Montevideo · Uruguay | 1.ª                 | 2025                | 4 | 0 | 0  | 0 | 0 | 0 | 4  | 0 |
| Racing Club de Montevideo · Uruguay | Total club          | Total club          | 4 | 0 | 0  | 0 | 0 | 0 | 4  | 0 |
| Total de la carrera | Total de la carrera | Total de la carrera | 8 | 0 | 10 | 0 | 0 | 0 | 18 | 0 |
| (1) La copa nacional se refiere a la Copa Argentina y Copa de la Liga Profesional. (2) La copa internacional se refiere a la Copa Sudamericana y Copa Libertadores. |                     |                     |   |   |    |   |   |   |    |   |

## Palmarés

### Campeonatos nacionales
| Título                      | Club                    | País      | Año  |
| --------------------------- | ----------------------- | --------- | ---- |
| Copa Argentina              | Estudiantes de La Plata | Argentina | 2023 |
| Copa de la Liga Profesional | Estudiantes de La Plata | Argentina | 2024 |
| Trofeo de Campeones         | Estudiantes de La Plata | Argentina | 2024 |

## Vida personal
Su padre, Walter Atum, le ayudó a cumplir su sueño de jugar al fútbol.
Lautaro, un hincha de Estudiantes, está esperando su gol desde el 26 de abril de 2024. 